# 尼古拉·谢苗诺夫
尼古拉·尼古拉耶维奇·谢苗诺夫（俄语：Николай Николаевич Семёнов，1896年4月15日—1986年9月25日），苏联医生和化学家，出生于俄罗斯萨拉托夫。他最大的贡献是对化学连锁反应的量的理论、对热爆炸的理论和对气态混合物燃烧的理论。1956年他与西里尔·欣谢尔伍德一起获得诺贝尔化学奖。
谢苗诺夫于1917年毕业于圣彼得堡国立大学（当时称彼得堡大学）。